# Hipòdrom d'Ascot
L'hipòdrom d'Ascot és un hipòdrom situat a Ascot (Anglaterra), que es va crear el 1711 a petició de la reina Anna i encara segueix en funcionament. S'hi celebren 9 de les competicions de més prestigi del Regne Unit i un total 32 curses anuals de categoria 1. El propietari és la companyia Ascot Racecourse Ltd, que manté una relació propera amb la família reial britànica, els quals tenen una residència a unes sis milles d'aquest lloc, el castell de Windsor. Aquest hipòdrom és també la seu d'un club de criquet i d'un de futbol.

## Història
Les primeres instal·lacions d'aquest hipòdrom es van crear l'any 1711 a petició de la reina Anna, que també va ser qui va escollir l'emplaçament. La primera cursa es va anomenar, "Her Majesty's Plate", oferia un premi de 100 guinees per al guanyador, i es va celebrar l'11 d'agost d'aquell any. Hi van competir set cavalls, cadascun carregat amb dotze peses que aportaven al cavall una resistència de 76 kg. El recorregut constava de tres camins de quatre milles cadascun (6.437 m).

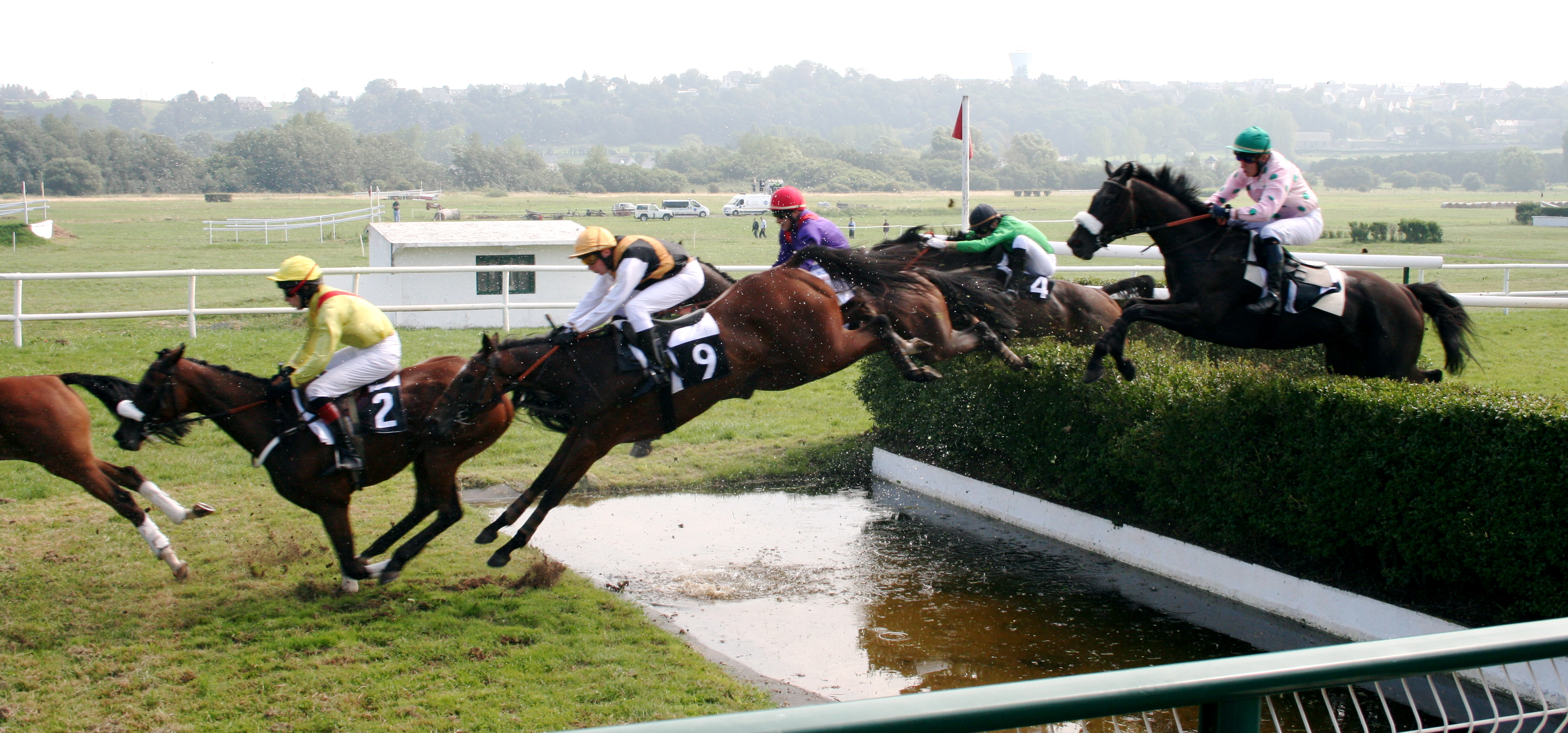
La modalitat steeplechase inclou saltar basses d'aigua.

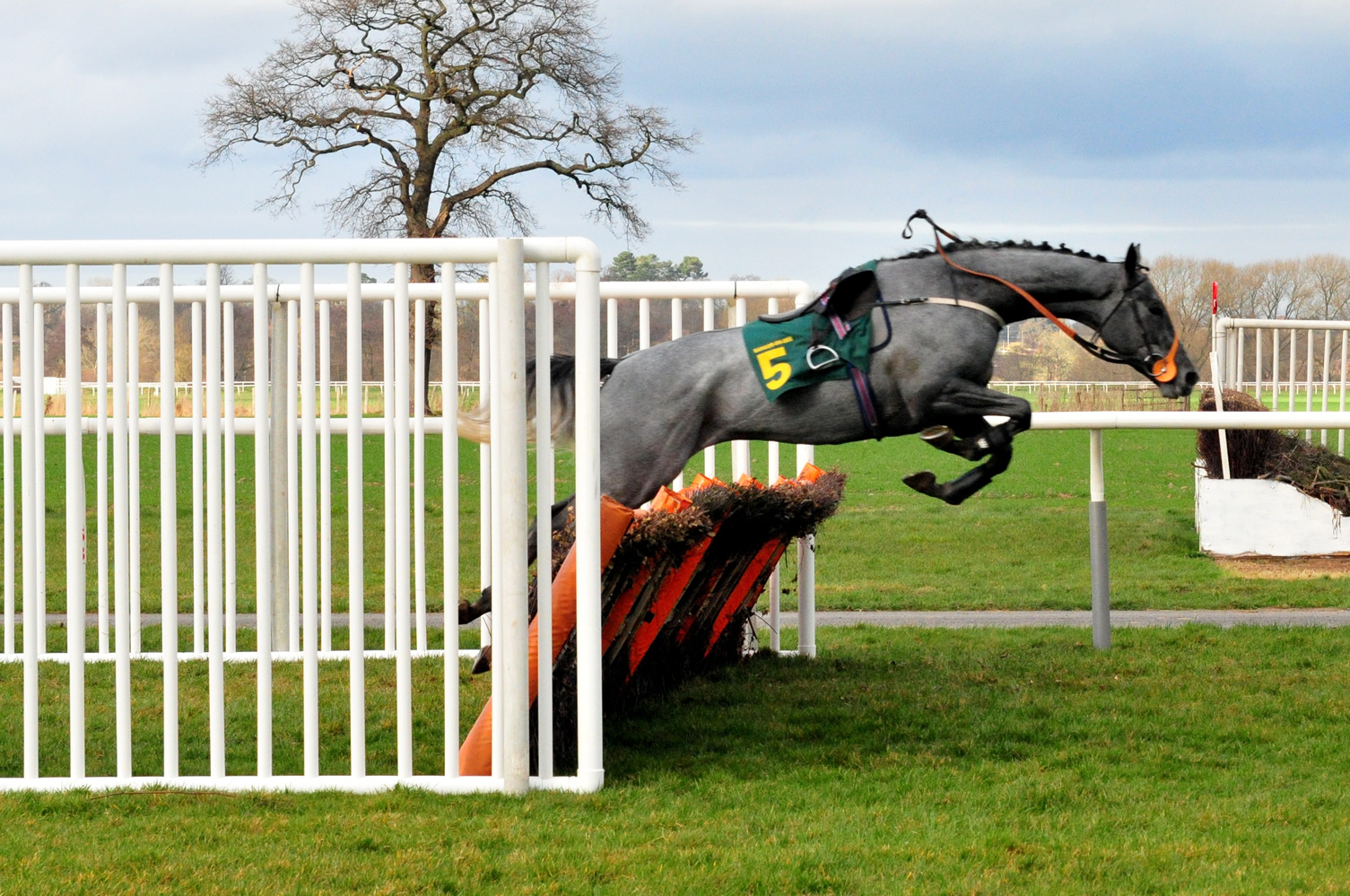
Cavall saltant una tanca (hurdle).

El 1813 el Parlament va aprovar una llei que assegurava que els terrenys de l'hipòdrom es mantindrien amb aquesta funció. El 1839 s'hi va afegir una tribuna que va costar 10.000 lliures. En una altra llei del 1913 (Ascot Authority Act 1913 C.LXXXIV) va establir l'entitat que gestionaria l'hipòdrom. Des de la seva creació fins a l'any 1945 l'única cursa que se celebrava a Ascot era l'anomenada Royal Meeting, un esdeveniment que durava quatre dies, però des de llavors es van anar introduint més competicions, les més destacades les curses de salts d'obstacles amb les modalitats steeplechase («basses d'aigua marcades amb fites en forma de torretes») i hurdles («obstacles en forma de tanca») iniciades el 1965.
L'hipòdrom va tancar durant 20 mesos el setembre del 2004 per tal de fer millores, que van ser finançades per l'Allied Irish Bank  i realitzades per l'empresa Populous (d'arquitectes) i BuroHappold (d'enginyers). Es va reobrir el 20 de juny del 2006 i va ser criticat perquè no hi havia prou seients a les grades i, en canvi, molt d'espai als restaurants i bars. A finals del 2006 es va encetar un programa de modificacions que va costar 10 milions de lliures que milloraria la visibilitat des de les grades més baixes de la tribuna emprant un innovador acer ("SPS" Sandwich Plate System) per remodelar les existents grades de formigó. Tanmateix no s'ha millorat l'espai per als aficionats que segueix sent inferior al que hi havia abans.

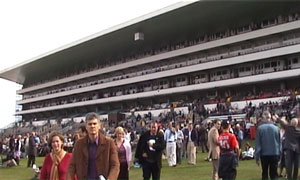
La tribuna anteriorment a les obres del 2006.

El març del 2009 es va anunciar que el principal patrocinador de l'hipòdrom d'Ascot, William Hill, del canal Racing UK, abandonava el seu càrrec explicant que la cadena BBC volia reduir les emissions de curses en directe.
El juliol del 2009 l'hipòdrom d'Ascot va ser la seu de la tercera ronda de la UAE President's Cup.

## Calendari de competicions
En la següent taula les distàncies estan expressades en m (milles), f (furlongs) i y (iardes); noteu que en algunes curses està marcada la lletra f, que vol dir que nomes s'accepten femelles en competició, és a dir, eugues. La categoria handicap és la que barreja cavalls més experimentats amb altres novells i aquests darrers se'ls permet sortir abans per compensar.
| mes  | dia       | nom                         | categoria     | distància  | edat/sexe    |
| ---- | --------- | --------------------------- | ------------- | ---------- | ------------ |
| juny | dimarts   | Coventry Stakes             | nivell 2      | 6f         | només 2 anys |
| juny | dimarts   | Queen Anne Stakes           | nivell 1      | 1m         | 4 anys o +   |
| juny | dimarts   | Ascot Stakes                | handicap      | 2m 4f      | 4 anys o +   |
| juny | dimarts   | King's Stand Stakes         | nivell 1      | 5f         | 3 anys o +   |
| juny | dimarts   | Windsor Castle Stakes       | classificació | 5f         | només 2 anys |
| juny | dimarts   | St. James's Palace Stakes   | nivell 1      | 1m         | només 3 anys |
| juny | dimecres  | Sandringham Handicap        | handicap      | 1m         | només 3a/ f  |
| juny | dimecres  | Royal Hunt Cup              | handicap      | 1m         | 3 anys o +   |
| juny | dimecres  | Queen Mary Stakes           | nivell 2      | 5f         | només 2 a/ f |
| juny | dimecres  | Prince of Wales's Stakes    | nivell 1      | 1m 2f      | 4 anys o +   |
| juny | dimecres  | Jersey Stakes               | nivell 3      | 7f         | només 3 anys |
| juny | dimecres  | Duke of Cambridge Stakes    | nivell 2      | 1m         | 4 anys o + f |
| juny | dijous    | Ribblesdale Stakes          | nivell 2      | 1m 4f      | només 3a / f |
| juny | dijous    | Britannia Stakes            | handicap      | 1m         | només 3 anys |
| juny | dijous    | Ascot Gold Cup              | nivell 1      | 2m 4f      | 4 anys o +   |
| juny | dijous    | Norfolk Stakes (Regne Unit) | nivell 2      | 5f         | només 2 anys |
| june | dijous    | King George V Stakes        | handicap      | 1m 4f      | només 3 anys |
| juny | dijous    | Tercentenary Stakes         | nivell 3      | 1m 2f      | només 3 anys |
| juny | divendres | Coronation Stakes           | nivell 1      | 1m         | només 3a/ f  |
| juny | divendres | Queen's Vase                | nivell 3      | 2m         | nivell 3     |
| juny | divendres | Buckingham Palace Stakes    | handicap      | 7f         | 3 anys o +   |
| juny | divendres | Albany Stakes (Regne Unit)  | nivell 3      | 6f         | només 2a/ f  |
| juny | divendres | King Edward VII Stakes      | nivell 2      | 1m 4f      | només 3 anys |
| juny | divendres | Wolferton Handicap          | handicap      | 1m 2f      | 4 anys o +   |
| juny | dissabte  | Diamond Jubilee Stakes      | nivell 1      | 6f         | 3 anys o +   |
| juny | dissabte  | Chesham Stakes              | classificació | 7f         | només 2 anys |
| juny | dissabte  | Queen Alexandra Stakes      | classificació | 2m 5f 159y | 4 anys o +   |
| juny | dissabte  | Wokingham Stakes            | handicap      | 6f         | 3 anys o +   |
| juny | dissabte  | Hardwicke Stakes            | nivell        | 1m 4f      | 4 anys o +   |
| juny | dissabte  | Duke of Edinburgh Stakes    | handicap      | 1m 4f      | 3 anys o +   |

## Royal Ascot

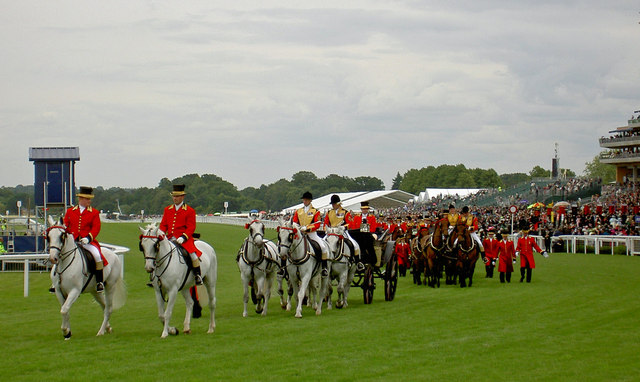
Carruatge de la reina i el seu seguici arribant al Royal Ascot.

La Royal Ascot és la principal competició que se celebra en aquest hipòdrom. Cada any hi assisteix la reina i altres membres de la família reial, que arriben muntats a cavall o en carruatge tirat per cavalls. És també un esdeveniment social. Hi ha tres recintes per atendre la gran quantitat de visitants. Un d'aquests recintes és el pavelló reial (Royal Enclosure) i té un accés restringit amb vigilància d'alta seguretat. Els qui hi van per primera vegada han de ser convidats per un membre d'aquest recinte i s'és acceptat com a membre quan es tenen almenys quatre anys d'antiguitat en l'assistència. Per evitar impostors cal portar en un lloc visible un identificador que donen en ensenyar la targeta d'invitació enviada pel representant de la reina i el color de l'identificador varia cada dia. S'exigeix vestir d'etiqueta: per les dones un vestit d'una determinada llargada, amb les espatlles tapades i un escot moderat, complementat amb barret. Pels homes només és acceptable un vestit negre o gris, amb tall de dia, complementat amb barret de copa.
Hi assisteixen unes 300.000 persones. La copa d'or es lliura el dijous, també anomenat dia de les dames, es tracta d'una cursa de nivell 1 per a cavalls de 4 anys que han de córrer una distància de 4.023 metres (2 milles i 4 furlongs).
L'any 2013, per primera vegada el Royal Ascot va donar un premi de 5.000.000 de lliures, això va suposar un augment de 500.000 lliures, que era un 11% superior l'any 2012. Tots els premis donats en aquest hipòdrom durant la temporada del 2013 van sumar unes 10.000.000 lliures; aquesta xifra exclou els 3,4 milions de lliures que s'ofereixen durant el Qipco British Champions Day.
El premi de la St James's Palace Stakes i de la Coronation Stakes va augmentar en 100.000 lliures a 350.000 lliures, i va quedar equiparat a les Queen Anne Stakes, King's Stand Stakes i la Gold Cup.
La cursa abans anomenada Windsor Forest Stakes va canviar de nom amb el consentiment de la reina, pel nom de Duke of Cambridge Stakes, i en honor del príncep Guillem, va augmentar un 25%, que en efectiu són 125.000 lliures.

## Diada dels campions
Ascot estableix l'inici de la temporada de curses de velocitat al Regne Unit, que rivalitza amb les competicions aomenadades Arc weekend (celebrada a Longchamp, França) i Breeders' Cup (que es fa als EUA o Canadà). La primera diada dels campions es va celebrar el 15 d'octubre del 2011 i va ser un gran èxit tot i que va haver una controvèrsia sobre les regles força estrictes sobre l'ús del fuet. A aquesta competició hi són convidats els guanyadors de la Queen Elizabeth II Stakes, la Champion Stakes (ue anteriorment se disputava a Newmarket), la British Champions Long Distance Cup, la Gold Cup, la Fame and Glory, la British Champions Sprint Stakes, la Deacon Blues, la British Champions Fillies' and Mares' Stakes i la Dancing Rain.

## El club de criquet i el de futbol
Aquest hipòdrom és també la seu d'un club de criquet, el Royal Ascot Cricket Club, que es va fundar el 1897 i el camp de joc que fan servir està al mig de la pista per a curses de cavalls.
El 1965 es va crear per iniciativa popular un equip de futbol, que va demanar permís al gerent de l'hipòdrom per jugar allà els partits i es va anomenar Ascot United F.C.. Aviat van entrar en competició amb altres clubs de la lliga i van construir unes instal·lacions fixes a la banda oriental de l'hipòdrom, amb capacitat per 1150 espectadors. Aquest club, que inicialment es va fundar amb diners de l'hipòdrom va accepptar després el patrocini d'una marca de cervesa.

## En el cinema
L'hipòdrom d'Ascot apareix en una escena de la pel·lícula My Fair Lady i és el tema de la cançó "Ascot Gavotte".
També apareix en una pel·lícula de James Bond, Panorama per matar (1985), on el personatge de Bond caracteritzat per Roger Moore començava aquí la seva missió per frustrar els plans del dolent, Max Zorin (Christopher Walken), que tenia un cavall en competició.
En una altra producció de James Bond,Skyfall (2012), els passadissos de l'hipòdrom van fer d'escenari per simular l'aeroport de Shanghai.